# Octoihul de la Cetinje
Octoihul de la Cetinje (în sârbă Цетињски октоих, cu alfabetul latin: Țetiniski oktoih) este o carte liturgică a Bisericii Ortodoxe, tipărită în 1494 la Cetinje, capitala Principatului Zeta (statul modern Muntenegru). Ea este prima carte tipărită în versiunea sârbească a limbii slavone bisericești, precum și prima carte tipărită cu litere chirilice în sudul Europei. Octoihul a fost alcătuit și tipărit sub îndrumarea ieromonahului Macarie la Tipografia din Cetinje, fondată de principele Đurađ Crnojević în 1493 și amplasată în spațiile Mănăstirii Cetinje. Primul volum (așa-numitul „Prvoglasnik”, în sârbă Првогласник) conține imnuri pentru primele patru glasuri ale octoihului, iar al doilea („Piatiglasnik” sau „Piatoglasnik”, în sârbă Петогласник, cu alfabetul latin: Petoglasnik) - pentru celelalte patru glasuri.

## Prvoglasnik
Tipărirea primei părți a Octoihului a fost finanțată de principele Đurađ Crnojević și a fost finalizat la 4 ianuarie 1494. Acest volum conține 270 de foi cu dimensiunile de 29 x 21,6 centimetri. El este caracterizat printr-o lucrătură de înaltă calitate și folosește două culori (roșu și negru). Prvoglasnikul este decorat cu desene și inițiale lucrate în tehnica xilogravurii.
Au supraviețuit până în prezent 108 exemplare ale acestui volum, dintre care unul se află în muzeul Mănăstirii Cetinje. Biblioteca Națională a Muntenegrului „Đurđe Crnojević” a publicat 600 de exemplare sub formă de facsimil ale primului volum al Octoihului în 1987.

## Petoglasnik

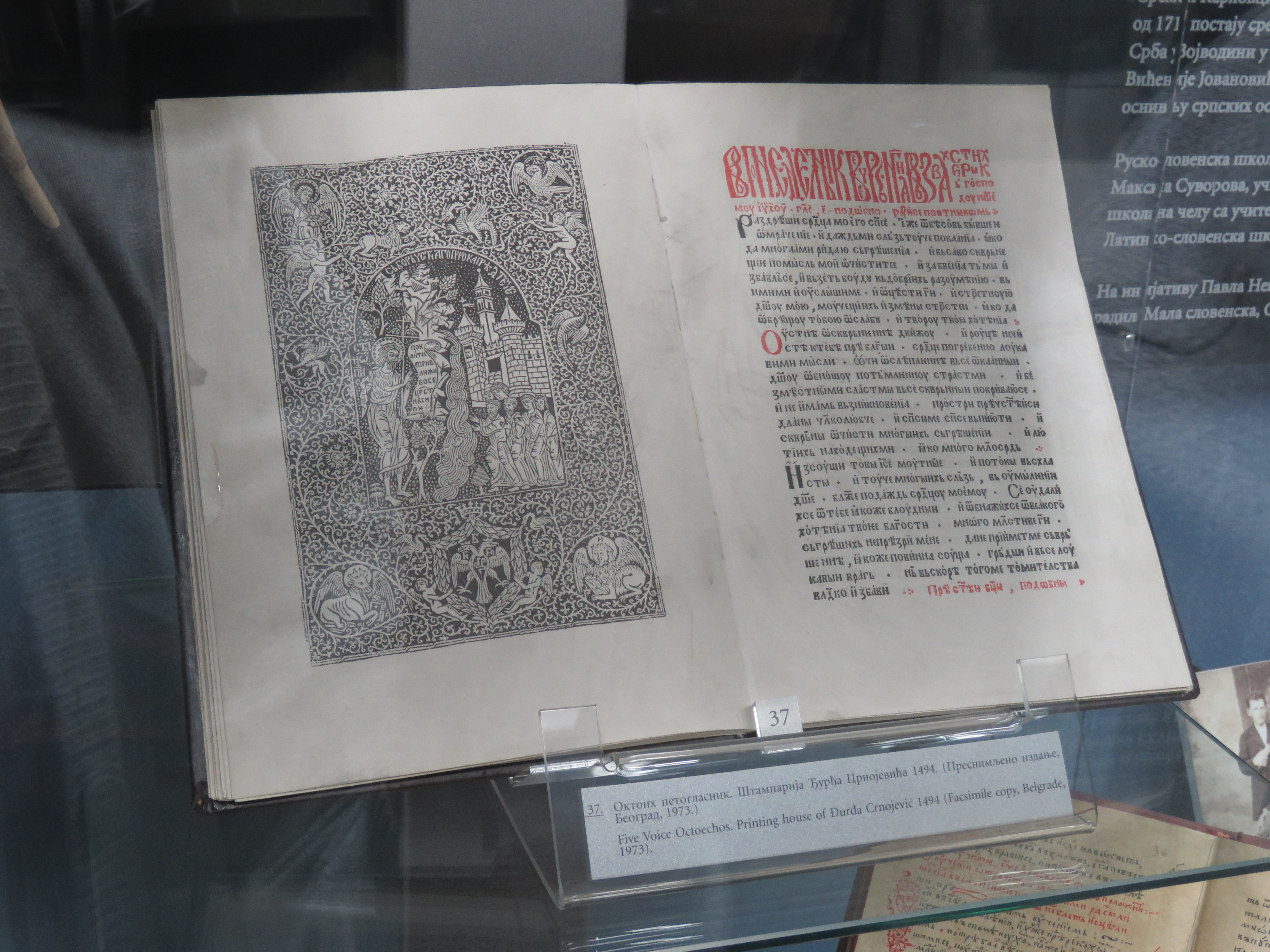
Ediție modernă sub formă de facsimil a fragmentelor supraviețuitoare ale Petoglasnikului. Colecția Muzeului Pedagogic din Belgrad.

Partea a doua a Octoihului (Petoglasnik) este prima carte ilustrată tipărită de slavii sudici. Ilustrațiile (desene ale Mănăstirii Cetinje) sunt realizate, de asemenea, sub formă de xilografii. Petoglasnikul a supraviețuit doar în fragmente (cel mai mare fragment care a fost păstrat are 37 de foi), iar primul dintre fragmente a fost descoperit de călugărul și poetul sârb Lukian Mujițki.